# Dalebora
Dalebora – staropolskie imię żeńskie, złożone z członów Dale- ("daleko", może też "oddalać") i -bora ("walka"). Oznaczałoby więc "tę, która pozostaje daleko od walki".
Dalebora imieniny obchodzi 29 czerwca.
Męskie odpowiedniki: Dalebor, Dalibor, Dalbor, Daleborz